# Navždy mladý
Navždy mladý (v originále Forever Young) je americký romantický fantasy film z roku 1992, který režíroval Steve Miner a ve kterém si zahráli Mel Gibson, Elijah Wood a Jamie Lee Curtis. Scénář napsal J. J. Abrams podle původního příběhu s názvem „The Rest of Daniel“.

## Děj
V roce 1939 je kapitán Daniel McCormick zkušeným testovacím pilotem amerického letectva. Po úspěšném, ale riskantním zkušebním letu a následném havarijním přistání je Daniel přivítán svým nejlepším přítelem, vědcem Harrym Finleym, který mu nadšeně vypráví o průlomovém vynálezu – kryonické komoře označené jako "Projekt B". Komora je schopna zmrazit člověka a uchovat ho v neporušeném stavu pro budoucnost.
Daniel plánuje požádat svou přítelkyni Helen o ruku, ale tragédie vše změní. Helen je sražena autem a upadá do kómatu, přičemž lékaři dávají malou naději na její uzdravení. Daniel, zničený smutkem a neschopný se smířit s jejím postupným odcházením, přesvědčí Harryho, aby ho zmrazil na jeden rok – chce „přeskočit“ Heleninu smrt a žít bez bolesti z její ztráty.
Komora je uložena ve vládním skladu, ale po Harryho smrti a požáru v laboratoři se na experiment zapomene. Až o 53 let později, v roce 1992, ji náhodně objeví a omylem aktivují dva desetiletí chlapci – Nat Cooper a jeho kamarád Felix. Komora se otevře a Daniel se probudí, zmatený a oslabený, ale jinak v dobrém zdravotním stavu. Brzy pochopí, že byl zmražen mnohem déle, než plánoval, a že svět se dramaticky změnil.
Po neúspěšném pokusu kontaktovat armádu, která ho považuje za blázna, se Daniel vrací k Natovi, jehož adresu najde na zapomenuté bundě. Mezi Danielem a Natem se vytvoří silné pouto, a Natova matka Claire, svobodná matka a zdravotní sestra, s počáteční nedůvěrou dovolí Danielovi zůstat u nich doma. Daniel pomáhá Natovi stavět simulátor letadla v koruně stromu a učí ho pilotovat.
Daniel zjistí, že jeho tělo začíná rychle stárnout – proces stárnutí byl pouze pozastaven, ne zcela zastaven. Zoufale se snaží najít Harryho, ale místo něj narazí na jeho dceru Susan. Ta mu předá Harryho deníky a odhalí, že Helen žije, ačkoli je již stará žena. Daniel se vydává za Helen, ale dříve než ji najde, je opět sledován tajnými agenty, kteří chtějí jeho tělo a Harryho výzkum získat pro vládu.
Aby se k Helen dostal, Daniel a Claire odcizí historický bombardér B-25 z letecké show. Danielův zdravotní stav se zhoršuje a je neschopen letadlo ovládat, a tak k překvapení všech převezme řízení malý Nat, který si díky tréninku s Danielem osvojil základní dovednosti. Natovi se podaří nouzově přistát v poli nedaleko Helenina domu.
Daniel, nyní starý a zesláblý, se konečně znovu setká s Helen. Přestože oba zestárli a život je rozdělil na více než padesát let, jejich láska je stále živá. Daniel ji požádá o ruku a Helen souhlasí. Daniel představí Natovi svou životní lásku a film končí jejich poklidnou procházkou po pláži, jako symbol věčné lásky, naděje a druhé šance.

## Obsazení
- Mel Gibson jako kapitán Daniel McCormick, USAAC
- Jamie Lee Curtis jako Claire Cooper
- Elijah Wood jako Nat Cooper
- Isabel Glasser jako Helen
- George Wendt jako Harry Finley
- Joe Morton jako Cameron
- Nicolas Surovy jako John
- David Marshall Grant jako podplukovník Wilcox, USAF
- Robert Hy Gorman jako Felix
- Millie Slavin jako Susan Finley
- Michael Goorjian jako Steven
- Veronica Lauren jako Alice
- Art LaFleur jako Alicin otec
- Eric Pierpoint jako Fred
- Richard Ryder jako pilot na letecké přehlídce
- Michael Briggs jako pilot na letecké přehlídce
- Walton Goggins jako vojenský policista u brány